# Рокселланов ринопитек
Рокселланов ринопитек, или Роксоланов ринопитек, или Сычуаньская обезьяна, или золотистая курносая обезьяна (Rhinopithecus roxellanae) — вид китайских обезьян. Видовое имя roxellanae образовано от имени жены османского султана Сулеймана Великолепного красавицы Роксоланы, отличавшейся вздёрнутым носом.
Отличаются весьма необычным и ярким внешним видом: шерсть оранжево-золотистая, лицо синее, а нос максимально курносый. Весьма редки, вид находится под угрозой исчезновения, занесены в Красную книгу.
Обитают в Южном и Центральном Китае, а крупнейшие популяции находятся в Национальном заповеднике Волун (Сычуань).
Изображения обезьяны часто встречаются на старинных китайских вазах и шелкографиях.

## Описание
Длина тела (без хвоста) взрослых обезьян до 62 см, длина хвоста 50—70 см.
Масса взрослых самцов — около 16-17 кг, взрослых самок — около 9-10 кг.
Половая зрелость наступает у самцов в 7 лет, у самок в 4—5 лет. Беременность длиной семь месяцев. Детёнышей воспитывают оба родителя.

## Образ жизни

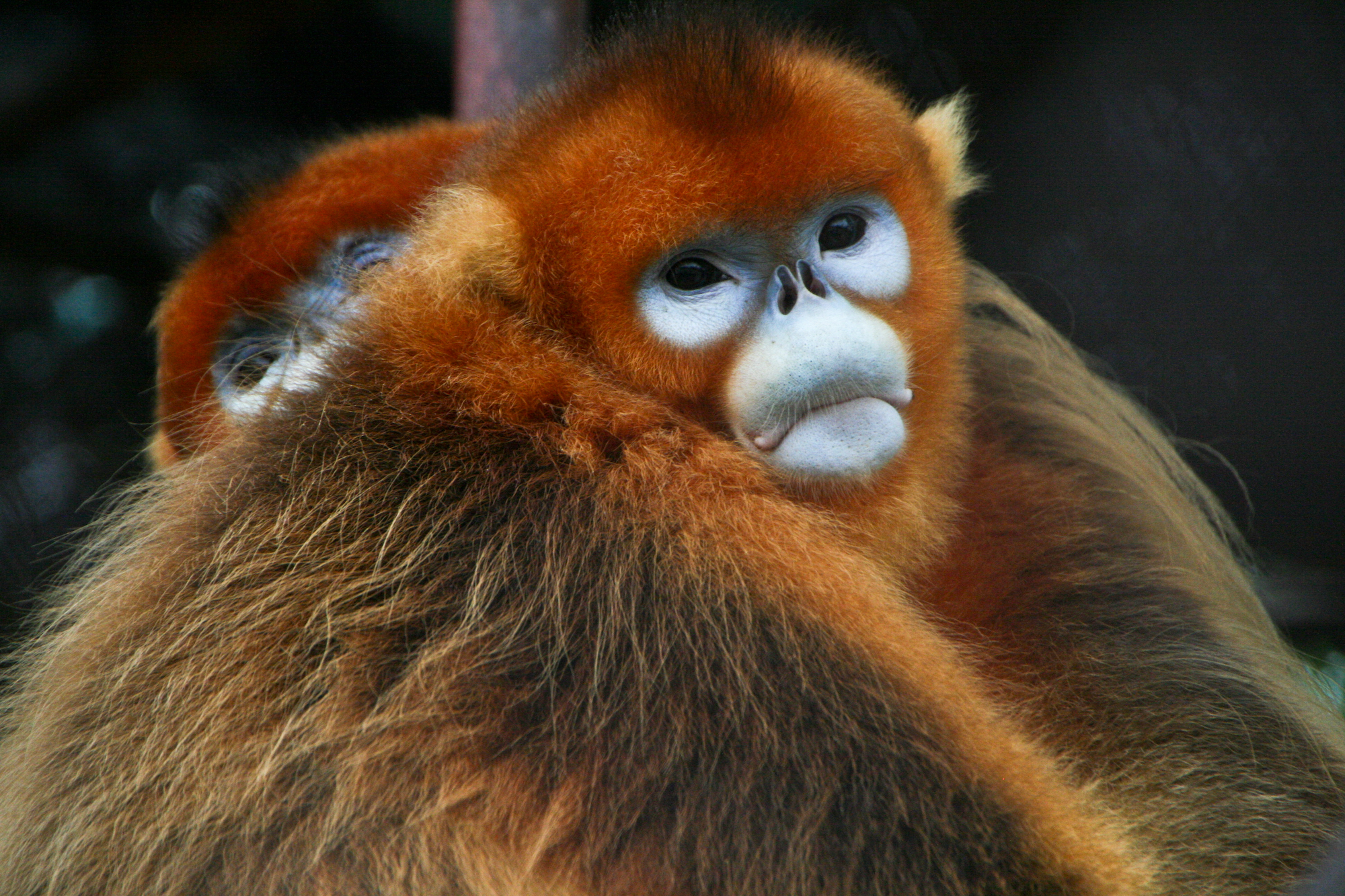
Rhinopithecus roxellana в неволе, вблизи Сиань, Китай

Обитают формально в субтропиках, но в горной местности на высоте от полутора до трёх тысяч метров, за что китайцы их прозвали «снежными обезьянами». Летом поднимаются выше в горы (там ниже температура), зимой спускаются до высот около тысячи метров над уровнем моря.
Бо́льшую часть жизни проводят на деревьях. При малейшей опасности залезают на их верхушки.
Питаются в основном древесной корой (когда нет плодов), сосновой хвоей, лишайниками.
Ринопитеки живут в группах размером от 5-10 особей до стай около 600 особей. Социальная организация этого вида может быть довольно сложной. Семьи с одним самцом, несколькими взрослыми самками и их потомством являются основной социальной единицей, и несколько таких семей образуют большую стаю.
Защита молодежи — совместная задача. У матерей часто есть помощники, помогающие им заботиться о детях. Столкнувшись с опасностью от хищника, такого как северный ястреб-тетеревятник (Accipiter gentilis), младшие особи помещаются в центр группы, в то время как более сильные взрослые самцы выдвигаются ближе к опасности. Остаток дня члены группы остаются ближе друг к другу, а молодежь остается под защитой в центре.
Обезьяны часто спят в нижнем слое навеса дерева, избегая верхнего навеса, где холодно и ветрено. Ночью они образуют большие спальные скопления. Существует несколько гипотез, объясняющих образование плотных спящих групп, наиболее важной из которых является процесс терморегуляции. Терморегуляторная гипотеза предполагает, что основной функцией сна в плотных группах является сохранение тепла при низких температурах. Наряду с терморегуляцией безопасность от хищников является важным принципом, лежащим в основе образования спящих кластеров у приматов. Эта гипотеза о хищничестве предполагает, что повышенная сплоченность и большие скопления спящих могут облегчить обнаружение хищников и улучшить групповую защиту.
Самки достигают половой зрелости примерно в 5 лет, самцы — в возрасте примерно 5-7 лет. Спаривание может происходить в течение всего года, но достигает максимума в октябре. Срок беременности у ринопитеков — примерно 6-7 месяцев. Ринопитеки дают потомство с марта по июнь.